# Unistalda
Unistalda – miasto i gmina w Brazylii, w stanie Rio Grande do Sul. Znajduje się w mezoregionie Centro Ocidental Rio-Grandense i mikroregionie Santiago.